# Syllepte syngonias
Syllepte syngonias là một loài bướm đêm trong họ Crambidae.